# Henri Gaston Darien
Henri Gaston Darien, pseudonyme d’Henry Gaston Adrien, né à Paris le 8 janvier 1864, ville où il est mort le 7 janvier 1926, est un peintre français.

## Biographie
Fils d'un négociant et frère de l'écrivain Georges Darien (1862-1921), Henri Gaston Darien naît le 8 janvier 1864 dans le 7e arrondissement de Paris.
Élève de Jules Lefebvre et d'Antoine Guillemet, il expose au Salon des artistes français dès 1886 où il présente des paysages. Il se spécialise ensuite dans les scènes d'intérieur et la vie parisienne et obtient une mention honorable accompagnée du prix Brizard en 1889, une médaille de 3e classe en 1897 et une médaille de 2e classe en 1899 puis une médaille de bronze à l'Exposition universelle de 1900. Il travaille en hiver à Paris, sur des sujets de la vie parisienne et l'été en Normandie, où il a une maison à Bénouville près d'Étretat ; il  peint alors des scènes et des paysages maritimes. Il réalise le décor de l'hôtel de ville de Vanves.
Il est nommé chevalier de la Légion d'honneur en 1910.
Il meurt le 7 janvier 1926 à l'hôpital Marmottan dans le 17e arrondissement de Paris.

Œuvres d'Henri Gaston Darien
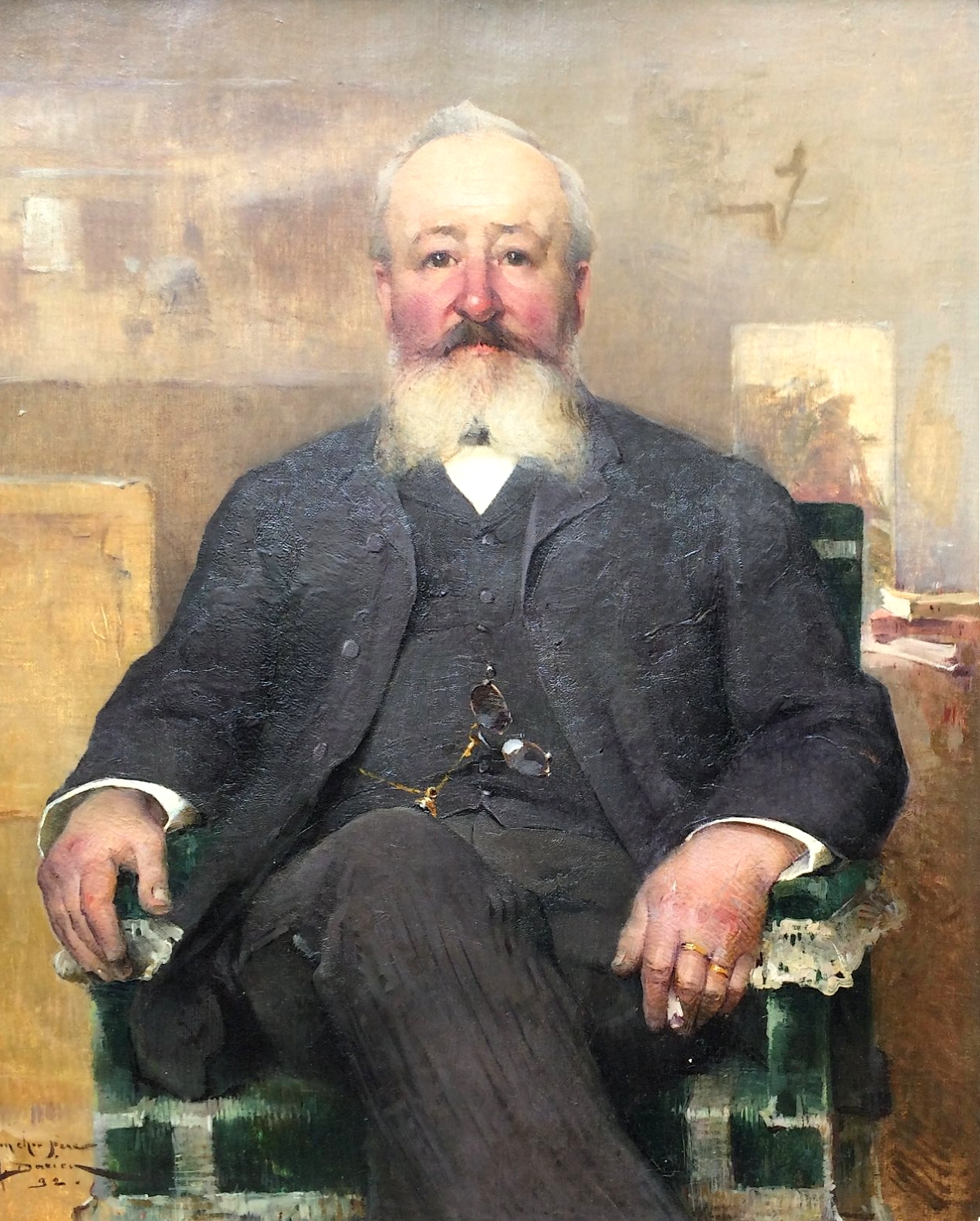
Portrait du père de l'artiste Charles Émile Adrien (1892), localisation inconnue.
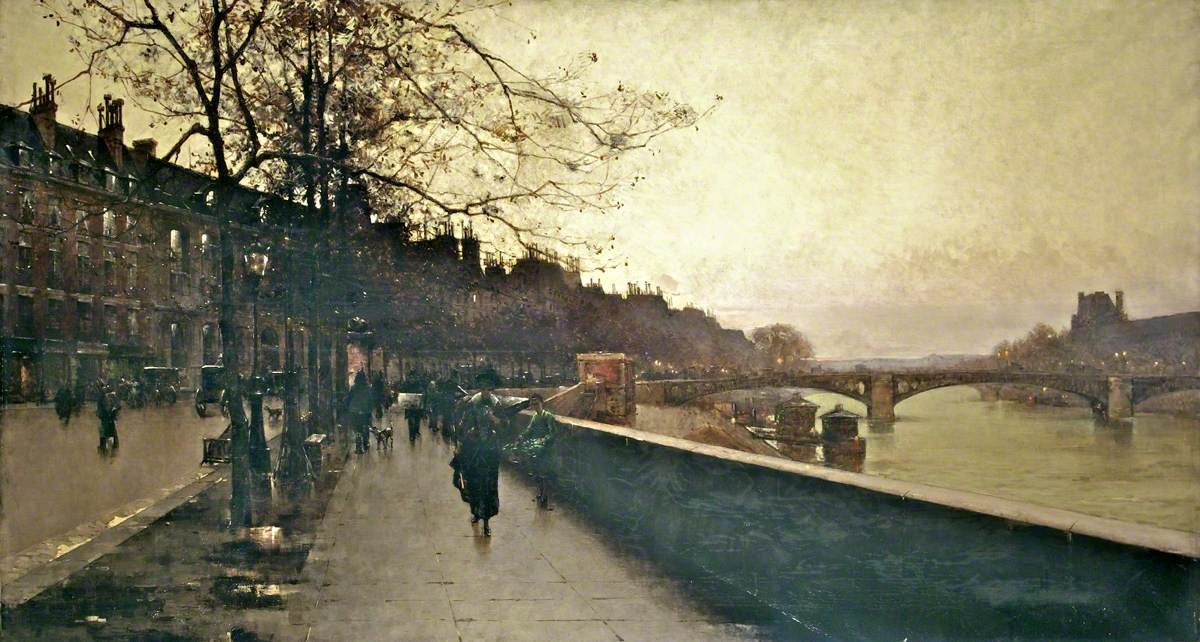
Le Quai Malaquais au crépuscule, Oldham, Gallery Oldham.
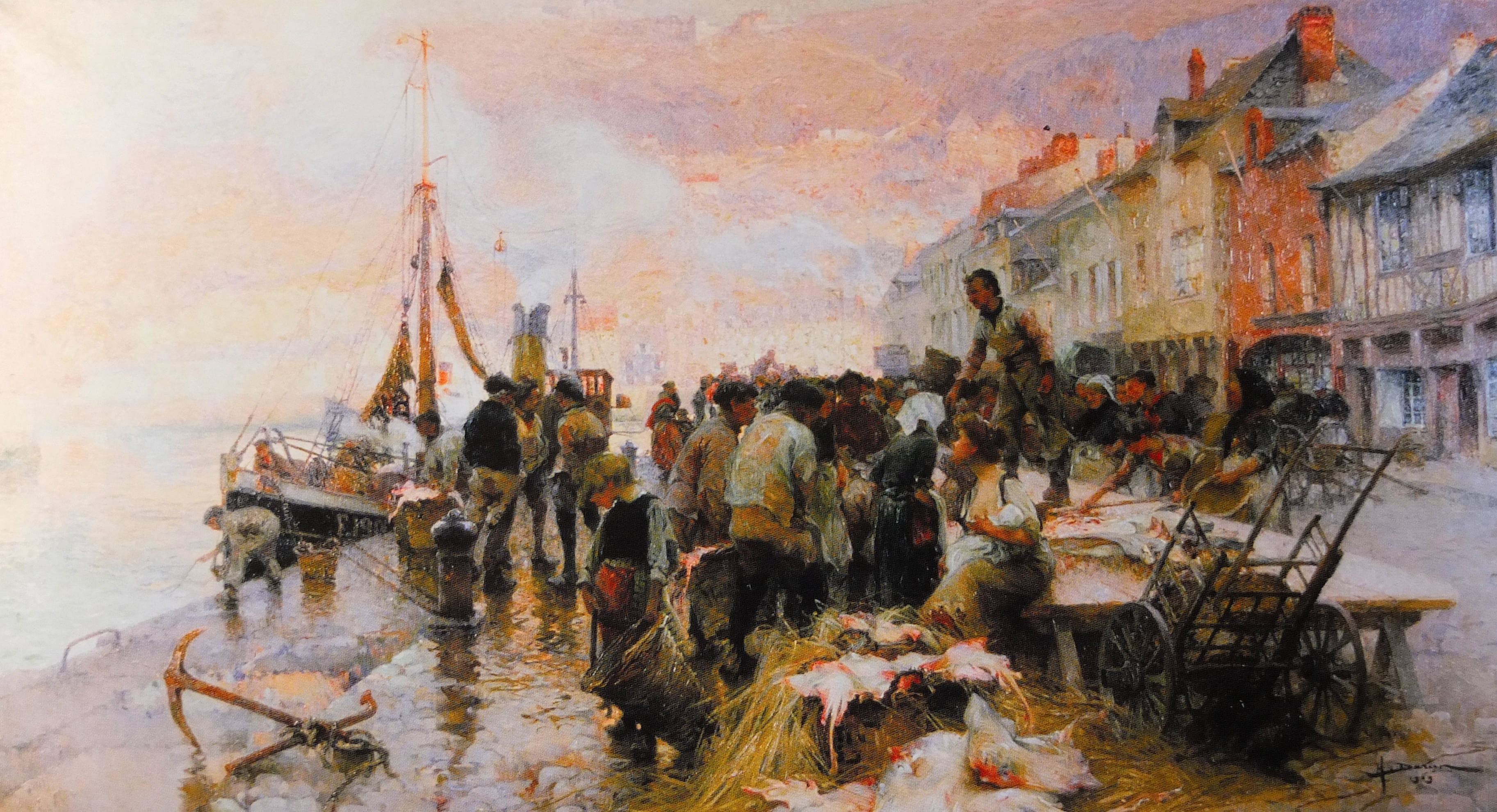
La Criée à Fécamp (1909), Fécamp, musée des Pêcheries.

## Distinctions
- Chevalier de la Légion d'honneur (1910)